# B.A.P
B.A.P (hangul: 비에이피; acrónimo de Best Absolute Perfect) es un grupo masculino surcoreano formado en 2012 por la compañía discográfica TS Entertainment. Actualmente está conformado por cuatro miembros: Yongguk, Daehyun, Youngjae y Jongup. Originalmente siendo un grupo de seis miembros, Himchan no volvió al grupo debido a su escándalo por agresión física, mientras que Zelo se encuentra realizando su servicio militar, y no se sabe si se reincorporará al grupo en algún momento. El grupo hizo su debut discográfico con el sencillo «Warrior», el 26 de enero de 2012, seguido por el lanzamiento de su primer EP, Warrior (EP) en febrero de 2012.

## Carrera

### 2011: Predebut
B.A.P. se formó y comenzó a promover a finales de 2011, empezando Yong Guk, que tomó el rol del líder del grupo. Él firmó para TS Entertainment y apareció en la canción de la compañera de sello Song Jieun "Going Crazy". Hizo su debut en solitario el 11 de agosto del 2011, con el sencillo "I Remember", con Yang Yo-seob de B2ST. Himchan, un multinstrumentista ulzzang, fue el segundo miembro de B.A.P en ser presentado al público, como presentador para un programa de espectáculos de música en MTV Corea, llamado "The Show". Más tarde, el 23 de noviembre de 2011, Zelo (rapero), el tercer miembro de BAP en ser introducido públicamente, colaboró con el también miembro de Bang Yong Guk, bajo el nombre de Bang & Zelo. Lanzaron una canción, titulada "Never Give Up".

### 2012:Warrior,Power,No Mercy,Crash, yStop It
En enero del 2012, el grupo protagonizó un reality show, Ta-Dah, It's B.A.P, que se emitió en SBS MTV. El show se centró en cómo los seis miembros desempeñan el papel de los extraterrestres de otro planeta que trabajaron en conjunto para debutar como B.A.P e invadir la Tierra para ayudar a salvar su planeta moribundo, Planeta Mato.
El 25 de enero del 2012, el grupo debutó con el sencillo, "Warrior", fue lanzado, con MTV Korea describiéndolo como "poderoso y carismático". Adicionalmente, Nancy Lee de Enews World escribió "Parece que B.A.P se ha establecido para diferenciarse entre los niños bonito de los grupos de ídolos masculinos que dominan actualmente el mundo del K-Pop, por el de una imagen de chico duro, malo , rompiendo ventanas de automóviles, pateando el polvo y ya sabes, haciendo lo que los chicos hacen." 
La promoción para el sencillo comenzó en el show de televisión de Corea Music Bank, seguido de otras apariciones en TV Música como M! Countdown, Music Core, Inkigayo y The Show. El 3 de febrero del 2012, Warrior debutó en Billboard's World Albums Chart at #10. En Corea del Sur, Warrior vendió sobre 10,000 copias en sólo dos días desde su lanzamiento.
En marzo del 2012, B.A.P lanzó una canción de seguimiento, "Secret Love". El 16 de abril de 2012, TS Entertainment anunció que B.A.P tendría un regreso con un nuevo álbum el 27 de abril de 2012. "Power" fue lanzada en abril, como un único álbum del mismo nombre, Power. Tras el lanzamiento del álbum, Power ha vendido su lote inicial de 30.000 ejemplares. El álbum fue bien recibido y al igual que su predecesor, Power también debutó en el número 10 en el Billboard World Albums Charts.
El 12 de julio de 2012 el título del primer miniálbum de B.A.P, No Mercy, fue revelado. 
No Mercy fue lanzado digitalmente el 19 de julio de 2012 bajo la etiqueta de TS Entertainment. El lanzamiento físico fue originalmente programado para ser el 19 de julio de 2012 también pero se retrasó al 24 de julio de 2012 a causa de los problemas con el producto terminado. El 30 de agosto de 2012, la versión reenvasado de la EP, rebautizado Crash, fue lanzado.
A principios de octubre de 2012, TS Entertainment declaró que B.A.P se preparaba para su nuevo álbum. El 23 de octubre, BAP lanzó su tercer álbum solo, titulado "Stop It", junto con un video musical en el canal YouTube de TS Entertainment.

### 2013:One Shoty debut japonés
En febrero comenzaron a liberar el material del segundo EP, One Shot. El 21 de febrero de 2013, el EP fue clasificado N º 1 en la tabla de 'World Albums' de la revista Billboard.
El 28 de julio de 2013, TS Entertainment anunció que el grupo lanzará su tercer EP Badman el 6 de agosto de 2013. La agencia también había dicho antes que iba a haber tres sencillos promocionales de la próximo tercer EP, llamados "Coffee Shop", "Hurricane" y "Badman".
En mayo, King Records, la discográfica japonesa por la que una vez firmó Rain, firmó por el grupo. Lanzaron su primer video musical japonés, Warrior, en YouTube el 13 de septiembre de 2013, y su álbum y solo fueron liberados oficialmente el 9 de octubre de 2013.
Los chicos también han lanzado un MV para su segundo single japonés "One Shot" el 10 de octubre del 2013, y se han publicado muchos elogios por su capacidad tanto para cantar y rapear en un idioma extranjero tan bien.

### 2014:First Sensibility
A mediados de enero, TS Entertainment confirmó planes que B.A.P se fijó para hacer una reaparición con su primer álbum de estudio de larga duración, titulado First Sensibility Reveló contener un total de 13 pistas, sino que también se confirmó que el tema que da título sería "1004 (Angel)", y que el regreso del grupo se fijó para el 3 de febrero.
Tras su lanzamiento "First sesibility" encabezó la lista iTunes Top 10 Hip Hop Albums en nueve países. También entró en las listas de iTunes Top 100 Album Charts en un total de doce países, incluso la lista de los 50 mejores álbumes en los EE. UU. Además, el álbum encabezó las listas del Billboard World Album demostrando su popularidad internacional. En Corea, la First Sensibility encabezó ambas listas mensuales Hanteo y Gaon en febrero. Este álbum dio B.A.P su primera victoria en un espectáculo de música en Show Champion con "1004 (Angel)". Luego se fueron por delante en ganar dos veces más con "1004 (Angel)", lo que demuestra el éxito de esta canción. B.A.P lanzó su tercer single japonés 'No Mercy' el 3 de abril y obtuvo el segundo lugar en las lista Oricon Daily Singles. También lograron clasificar segundo en las listas Oricon Singles semanales.
Después de las exitosas promociones de "1004 (Angel)", BAP inició su B.A.P Live On Earth 2014 Continent Tour con un concierto de dos días en Seúl. Este fue segundo concierto en solitario de B.A.P en Corea dentro de sólo dos años de debut. Se estima que 20.000 fanes mundiales pudieron disfrutar del concierto en tiempo real con B.A.P. B.A.P celebró un total de 23 conciertos en ciudades de Estados Unidos, Asia, Australia y Europa durante esta gira.
Durante la gira, BAP hizo una versión especial de un solo como un regalo a sus fanes 'BAP Unplugged 2014'. Esto single álbum cuentan canciones instrumentales por primera vez y estaba destinado para agradecer a sus fanes por el amor y apoyo continuo. Este single no fue promovido, pero se las arregló para clasificar muy bien. Tras el final de la gira en junio, B.A.P se tomó un tiempo libre.
El 11 de agosto BAP lanzaron su cuarto single japonés "Excuse Me".
TS Entertainment anunció el 27 de octubre que cancelarían el tramo sudamericano de la gira del grupo para dar tiempo libre para los miembros para descansar y recargar.
El 27 de noviembre de 2014, se informó de que el grupo había presentado una demanda en contra de su agencia de anular su contrato debido a injustas condiciones y distribución de beneficios. Al día siguiente, TS Entertainment emitió un comunicado de prensa refutando las afirmaciones hechas, afirmando que "no han sido ni tales maltratos a los artistas ni cláusulas abusivas en el contrato".

### 2015:Arreglo con TS Entertainment y Mini álbum Matrix
El 1 de agosto de 2015, B.A.P. volvió a TS Entertainment ya que ambas partes llegaron a un acuerdo. El día 3 de octubre de 2015, Se confirma comeback del grupo para noviembre del mismo año
El 16 de noviembre, B.A.P lanzó su cuarto miniálbum “Matrix” junto con el video musical para su canción principal “Young, Wild & Free”. Esto marca su primer comeback desde “First Sensibilty” hace un año y nueve meses.
Haciendo que este lanzamiento sea más especial, “Matrix” es el primer lanzamiento de B.A.P luego de terminar su disputa legal con TS Entertainment y regresar a la agencia.
“Young, Wild & Free” demuestra que B.A.P no solamente ha crecido en su descanso, sino que también no perdieron su toque cuando se trata de canciones oscuras y tensas que te harán ver el video una y otra vez. Como el título sugiere, la letra habla sobre ser joven y fue escrita por el líder Bang Yong Guk.

### 2019:Separación de B.A.P
El 18 de febrero, la agencia compartió la noticia en el fan café oficial de B.A.P con una publicación titulada “Declaración oficial sobre las actividades futuras de B.A.P.” 
Los contratos de los integrantes con la agencia terminaban en distintas fechas, anteriormente ya han hecho oficial la finalización de los contratos exclusivos, del Líder Yong Guk, en agosto de 2018; y de Zelo, en diciembre de 2018. Este año terminaron los contratos de los 4 miembros restantes, Himchan, Daehyun, Youngjae y Jongup, dando por finalizado al grupo B.A.P.

### 2024-presente: Regreso como BANG&JUNG&YOO&MOON, "Farewell",Curtain Call,Christmas With You
El 12 de junio de 2024, B.A.P regresó con cuatro miembros (Yongguk, Daehyun, Youngjae y Jongup) en un documental titulado "Man on the Moon", insinuando un próximo regreso bajo MA Entertainment. Himchan no volvió al grupo debido a sus acusaciones de agresión sexual. Como Zelo actualmente está completando su servicio militar, se desconoce si se reincorporará al grupo en el futuro. En un segundo episodio, anunciaron que tendrán un regreso en agosto bajo el nombre de BANG&JUNG&YOO&MOON.
El 5 de julio, MA Entertainment dio a conocer la agenda de su primer EP, Curtain Call, programado para el 8 de agosto. "Farewell" fue lanzado previamente el 15 de julio. Además, el grupo realizará una gira de conciertos para fans en Asia, comenzando en Seúl el 17 y 18 de agosto.
El 28 de noviembre, MA Entertainment dio a conocer la programación de su primer álbum especial, Christmas With You, programado para el 18 de diciembre.

## Integrantes
| Miembros     | Miembros | Miembros        | Miembros        | Miembros                       | Miembros                                     |
| Miembro      | Miembro  | Nombre completo | Nombre completo | Fecha de nacimiento            | Posición                                     |
| Romanización | Hangul   | Romanización    | Hangul          | Fecha de nacimiento            | Posición                                     |
| ------------ | -------- | --------------- | --------------- | ------------------------------ | -------------------------------------------- |
| Yongguk      | 용국     | Bang Yong-guk   | 방용국          | 31 de marzo de 1990 (35 años)  | Líder, Rapero principal, Vocalista, bailarín |
| Daehyun      | 대현     | Jung Dae-hyun   | 정대현          | 28 de junio de 1993 (32 años)  | Vocalista principal, bailarín                |
| Youngjae     | 영재     | Yoo Young-jae   | 유영재          | 24 de enero de 1994 (31 años)  | Vocalista, bailarín                          |
| Jongup       | 종업     | Moon Jong-up    | 문종업          | 6 de febrero de 1995 (30 años) | Bailarín principal, Vocalista                |

## Artística

### Estilo musical e imagen
MTV Korea llamó a B.A.P, "un grupo versátil" En sus presentaciones en vivo, Yun Seong Yeol de  Star News Corea , comentó: "Ellos han demostrado ya lo que están mostrando en el escenario es muy distintivo. Su grupo de baile perfecto, fuerte carisma, rap crudo de Bang Yong Guk y el rap de alta velocidad de Zelo están en perfecta armonía. Y las grandes voces de Dae Hyun y Young Jae hacen su rendimiento alcanzar el clímax. Como corresponde a sus movimientos agresivos, sus actuaciones son muy intensas. Incluso los grupos de canto superior podrían tener que prestar atención a ellos." Además, Nancy Lee, de Enews World, comentó: "Parece que B.A.P se ha establecido para diferenciarse entre los niños bonito de los grupos ídolos masculinos que actualmente dominan el mundo de K-Pop, una imagen de chico duro, rompiendo ventanillas de coches, levantando la suciedad y ya sabes, hacer que los niños lo hacen."  Durante su debut, todos los miembros se tiñeron a rubio platino. Han participado personalmente en sus formaciones en el escenarios, su concepto, así como la escritura y la composición de sus canciones en el álbum con el fin de expresar sus colores únicos. Como miembro de Yoo Youngjae señaló, "hemos querido evitar a nosotros mismos de ser demasiado diferente, porque queríamos una imagen de 'equipo' en el escenario." Cuando se le preguntó acerca de la diferencia más grande entre B.A.P y otros grupos de ídolos, Yong Guk, comentó: "Somos muy varoniles. Cuando nos fijamos en los bailes que muchos grupos de ídolos masculinos bailan, hay una gran cantidad de movimientos en sus líneas que se destacan. Así que hay veces en los que se ven más bonitos al bailar en grupo, pero en contraste con esto, hemos querido expresar un lado poderoso más en vez de dar placer a los ojos. Es por eso que creo que vemos más diferentes. y nuestro estilo de música y de la moda, así".

### Influencias
El Líder Bang Yong Guk, hablando de su pasión por la música afroamericana, dijo: "Somos como un libro blanco ahora, por lo que puede tener cualquier tipo de dibujo. Al contrario de esto, nuestra música es negro. Todos los miembros la música afroamericana ya que tiene alma. Si volviera a nacer, me gustaría nacer como afro-americano y hacer su música", causing Tiffany Lee of the Los Angeles Weekly to wonder if "something was lost in translation". Yong Guk y Zelo citan 50 Cent, Pharrell y otros raperos como sus influencias musicales Aparte de ser un rapero, Yong Guk es también un compositor, que tiene la participación en la composición de todas las canciones de B.A.P en su álbum debut,  Warrior (EP)  Jung Daehyun es influenciado por la música R&B y cita a Shin Yong Jae como su influencia musical. Yoo Youngjae es influenciado por el R&B y la música Neo Soul; cita a Musiq Soulchild y Jay Park como sus influencias musicales. Moon Jong Up está influenciada por la danza, Hip-Hop y la música R&B. Zelo es influenciado por el Hip-Hop y la música R&B, y cita a will.i.am y a Kanye West como modelos a seguir. En cuanto a los artistas coreanos, todos los miembros han revelado que son fans de Jay Park y les encantaría tener una colaboración con él.

## Conciertos
- 2013: B.A.P LIVE ON EARTH
- 2013: B.A.P 1st Japan Tour Warrior Begins
- 2014: B.A.P Live On Earth 2014 Continent Tour
- 2016: B.A.P LIVE ON EARTH 2016 WORLD TOUR

## Discografía
| Discografía Coreana Álbumes de estudio 2014: First Sensibility 2016: "Noir" Miniálbum/EP 2012: No Mercy 2013: One Shot 2013: Badman 2015: Matrix Sencillo 2012: "Warrior" 2012: "Power" 2012: "Stop It" 2014: "B.A.P Unplugged 2014" 2015: "Young, Wild & Free" 2016: "Carnival" 2017: "Rose" 2017: "Blue" 2017: "Ego" | Sencillos - 2013: "Warrior" - 2013: "One Shot" - 2014: "No Mercy" - 2014: "Excuse Me" |

## Filmografía

### Reality Shows
| Date | Channel           | Show                     | Note                                                                     |
| ---- | ----------------- | ------------------------ | ------------------------------------------------------------------------ |
| 2012 | SBS MTV           | 《Ta-Dah! It's B.A.P》   | 10 Episodios                                                             |
| 2012 | SBS MTV           | 《B.A.P Diary》          | 2 Episodios                                                              |
| 2012 | Mnet              | 《B.A.P's Killing Camp》 | 3 Episodios                                                              |
| 2012 | MBC Every1        | 《Weekly Idol》          | Episodio 52 (22 de agosto de 2012)                                       |
| 2013 | MBC Every1        | 《Weekly Idol》          | Episodio 85 (6 de marzo de 2013), Episodio 111 (4 de septiembre de 2013) |
| 2014 | MBC Every1        | 《Weekly Idol》          | Episodio 137 (5 de marzo de 2014)                                        |
| 2014 | TSENT2008 YouTube | 《B.A.P Attack!》        | B.A.P Live On Earth 2014 Continent Tour; 13 Episodios                    |